# Понора (село)
Поно́ра — село в Україні, у Ганнопільській сільській громаді Шепетівського району Хмельницької області. 
Населення становить 510 осіб. Розташоване на річці Сорока.

## Історія
Лежало на тракті з Острога до Житомира. В кінці 19 століття в селі було 89 будинків і 645 жителів, церковно-приходська школа. 

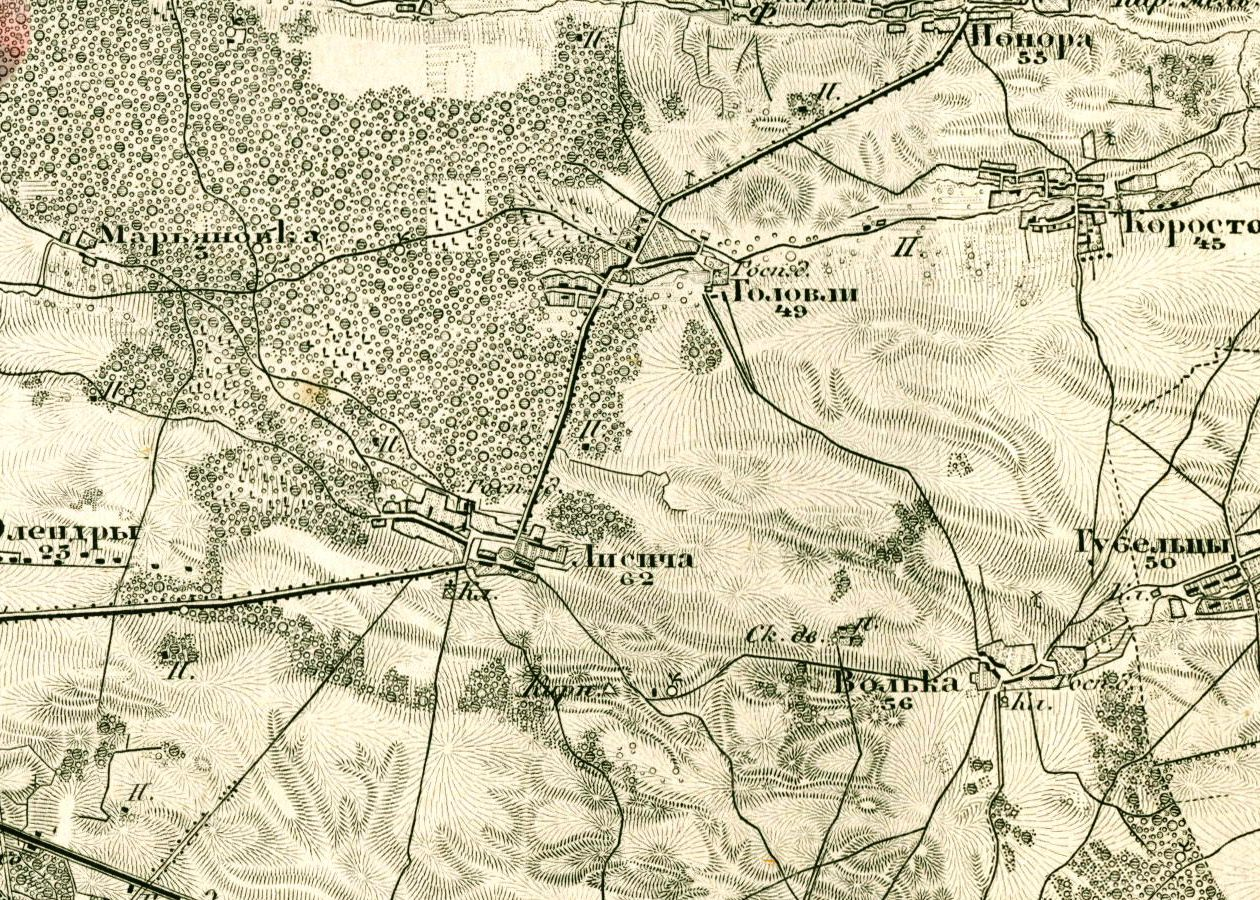
Понора на мапі 1867 року

Село було промисловим. Крім рільників — селян, було 6 ткачів, 2 мулярів, 3 шевців, 1 кравець, 1 скляр. В багатьох місцевостях біля села на глибині близько 2 метрів під землею виступали збиті верстви торфу близько 1 метра загрубшки. Був також паровий млин.
Колись село належало до маєтків князів Острозьких. У 1602 році належало князю Олександру Острозькому, пізніше перейшло до князів Яблоновських. В 1838 році село поділено між поміщиками Кашубським і Пашкевичем, а в середині 19 століття належало Ворчинським, пізніше Омелянським. Церква дерев'яна збудована 1882 року на місці старої 16 століття, яка згоріла разом з цілим селом на початку 1880-х років.
За переписом 1911 року до великої земельної власності в Понорі належало 126 десятин.
У 1906 році село Аннопільської волості Острозького повіту Волинської губернії. Відстань від повітового міста 24 верст, від волості 6. Дворів 114, мешканців 680.
7 (20) листопада 1917 року, відповідно до Третього Універсалу Української Центральної Ради, увійшло до складу Української Народної Республіки.
Біля села відбувалась розробка торфу, працював водяний млин на 8 кіл.
12 червня 2020 року, відповідно до розпорядження Кабінету Міністрів України № 727-р «Про визначення адміністративних центрів та затвердження територій територіальних громад Хмельницької області», увійшло до складу Ганнопільської сільської територіальної громади
19 липня 2020 року, в результаті адміністративно-територіальної реформи та ліквідації Славутського району, село увійшло до складу новоутвореного Шепетівського району.

## Населення
Згідно з переписом УРСР 1989 року чисельність наявного населення села становила 581 особа, з яких 266 чоловіків та 315 жінок.
За переписом населення України 2001 року в селі мешкало 510 осіб. 100 % населення вказало своєю рідною мовою українську мову.
Станом на 1 січня 2011 року в селі проживало 441 особа. З них: дітей дошкільного віку — 27, шкільного віку — 53, пенсіонерів — 138, працюючих громадян — 195.

## Історико-архітектурні пам'ятки
Святопокровська церква 1882 року.

## Символіка
Затверджена 18 вересня 2015 р. рішенням № 2 LVII сесії сільської ради VI скликання.

### Герб
У золотому полі виходить червоний ткацький верстат з червоним бердом, на якому зелені нитки у стовп, чотири по чотири. Щит вписаний у декоративний картуш і увінчаний золотою сільською короною. Унизу картуша напис «ПОНОРА».
Ткацький верстат — символ історичного промислу жителів села. Корона означає статус населеного пункту.

### Прапор
Квадратне жовте полотнище, на якому з нижнього краю виходить червоний ткацький верстат з червоним бердом, на верстаті зелені вертикальні тонкі нитки, чотири по чотири.

## Транспортне сполучення
- Славута — Прикордонна Улашанівка (кількість рейсів — 2)
- Нетішин — Ганнопіль (кількість рейсів — 3)
- Нетішин — Плоска (кількість рейсів -2)

## Цікаві факти
На одній із вулиць в кінці села росте дві липи. Обхват стовбура однієї 5 м, другої 7,5 м, висота 30 м, вік близько 350 років.

## Галерея

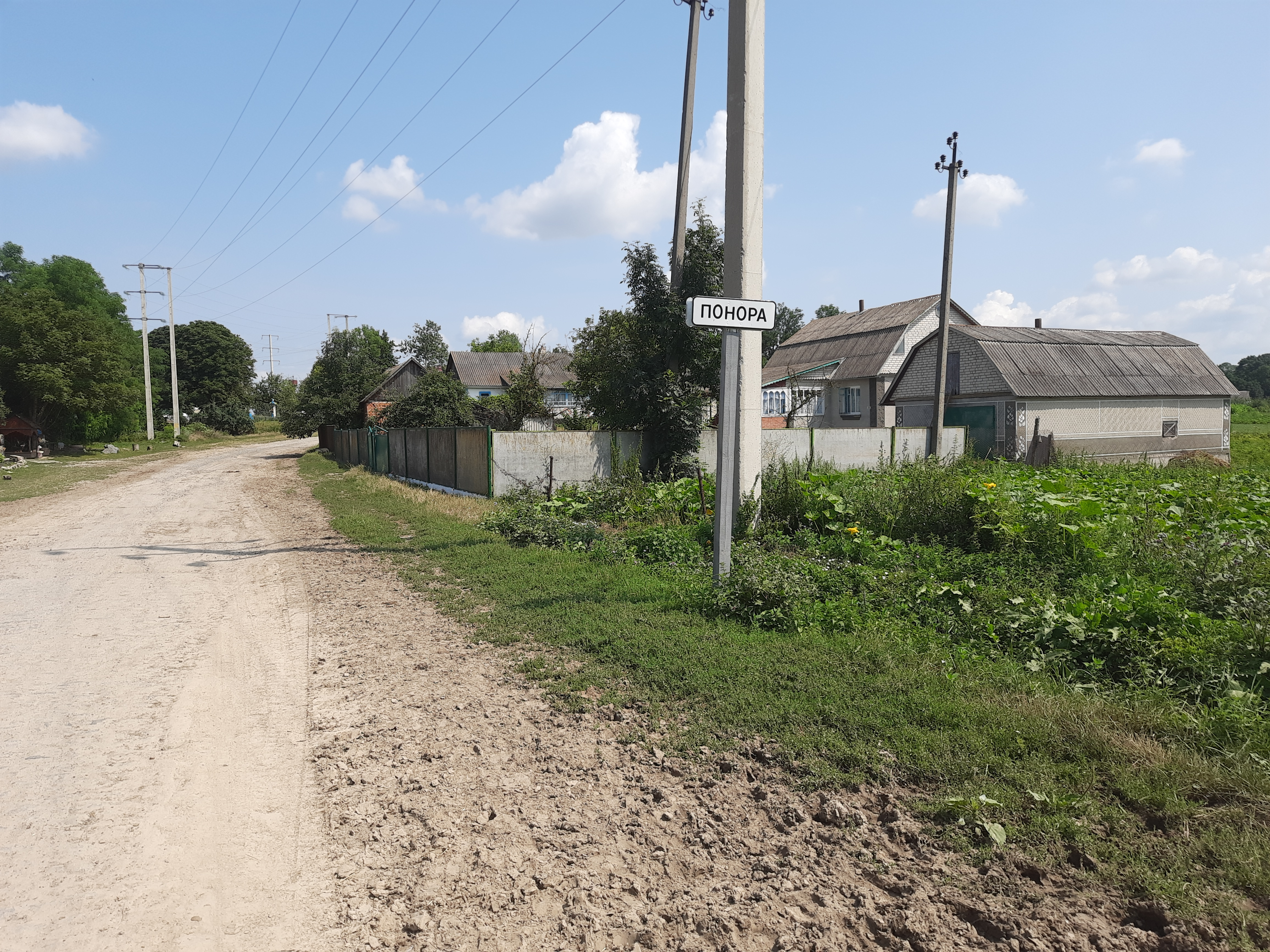
Дорожній знак при в'їзді в село
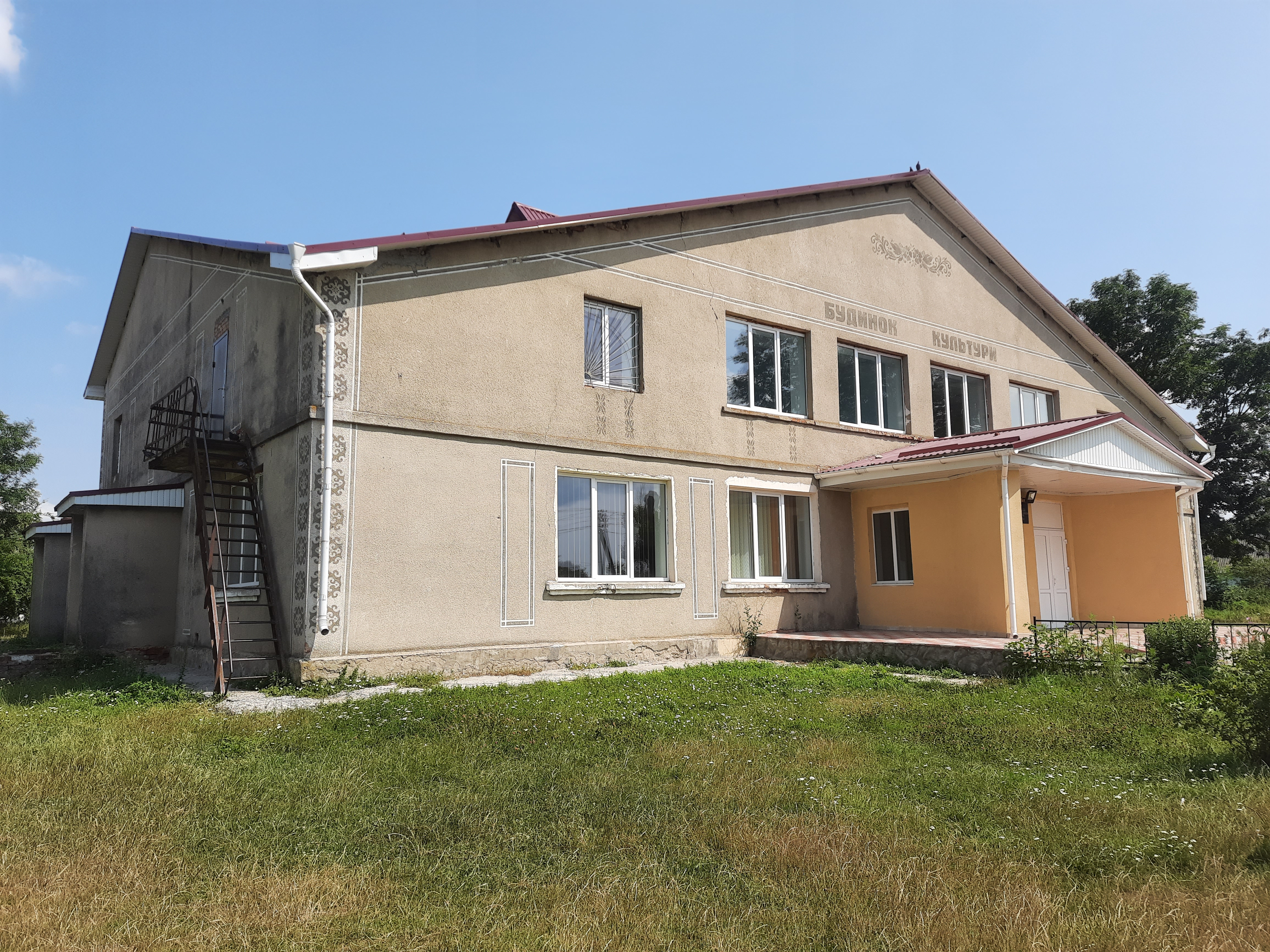
Будинок культури
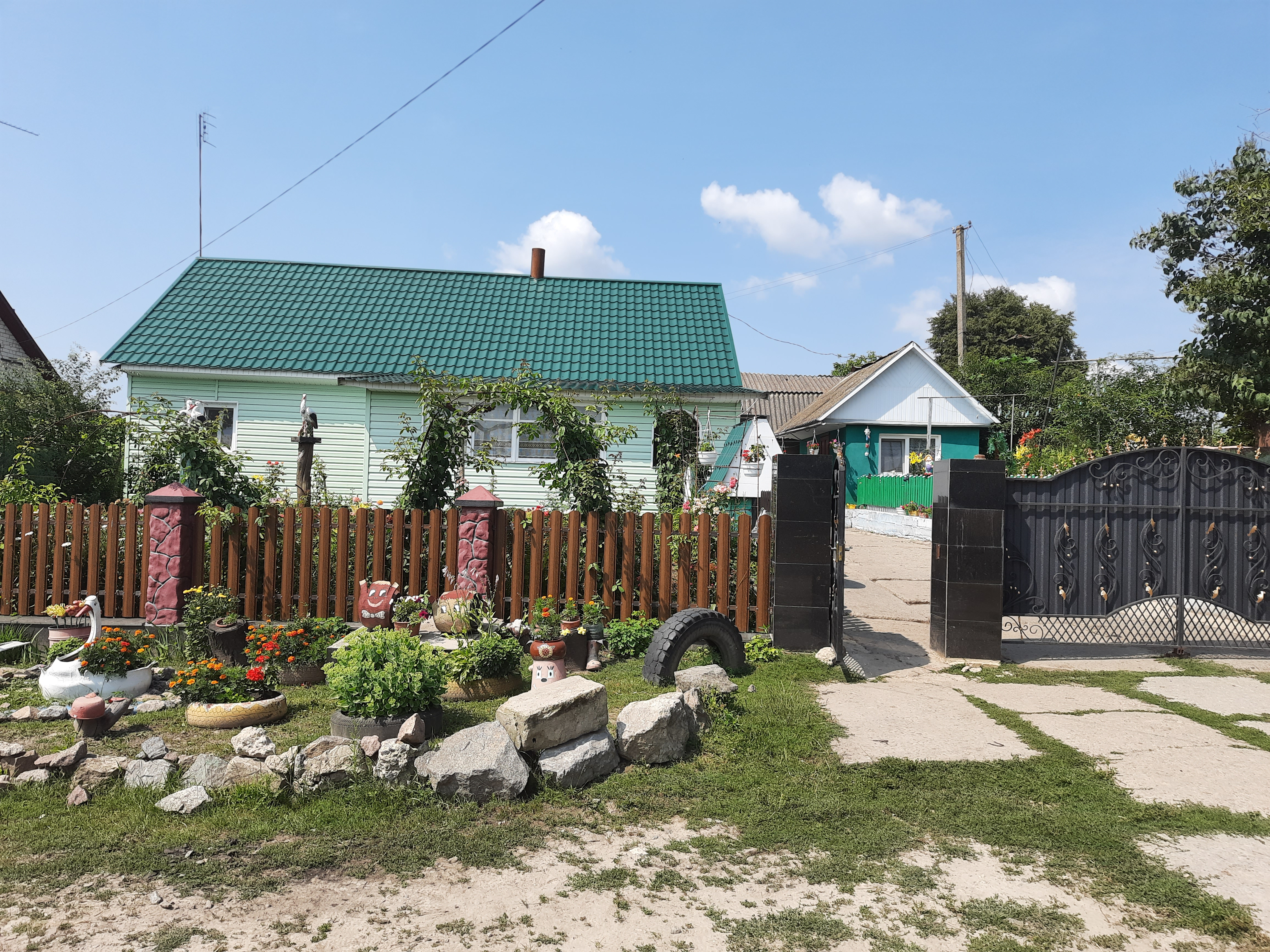
Сільська оселя